# Sega musicale
La sega musicale, detta anche sega cantante o sega ad arco, è uno strumento musicale atipico.

## Costruzione e uso
Lo strumento è formato da una normale sega trapezoidale da falegname in acciaio. Si suona con un archetto da contrabbasso, violoncello, violino o percossa attraverso l'utilizzo di martelletti. Si suona da seduti, con il manico della sega tra le cosce, i denti rivolti verso di noi e la punta afferrata con la mano sinistra (se non si è mancini), oppure la si può suonare in piedi incastrando il manico tra le ginocchia unite, o usando appositi sostegni creati artigianalmente. La mano destra manovra l'arco mentre la sinistra regola l'intonazione piegando la lama.
L'estensione può andare da due a quattro ottave circa. L'intonazione delle note può essere regolata solo con l'orecchio, visto che è difficile determinare quale curvatura sia necessaria per produrre una determinata altezza.

## Caratteristiche sonore
Il suono è contemporaneamente dolce e vibrante, lamentoso; può ricordare quello del theremin. Non sono possibili passaggi di agilità e note brevi, data la lunga risonanza della lama. La dinamica è piuttosto limitata. Oltre al suono prodotto con l'arco, la sega può essere suonata anche con bacchette morbide, creando un effetto misterioso.
Sebbene sia elencata tra gli strumenti "accessori" dei percussionisti, la sega musicale richiede una certa perizia nell'uso dell'arco ed un buon orecchio melodico. Lo strumento viene quindi suonato da uno specialista, da un percussionista o da un suonatore di strumenti ad arco dotato della necessaria apertura mentale.

## Principali produttori e modelli famosi
Le seghe musicali sono state prodotte per oltre un secolo, dapprima negli Stati Uniti, in seguito nel resto del mondo.

### Europa
- Stradivarius Sandvik[2]
- Feldmann's Singende Säge[3]
- Stradivarius Bahco – 296[4]
- Jetel Musical Saw[5]

### Stati Uniti
- Mussehl e Westphal Regular Musical Saw[6]
- Mussehl & Westphal Gold Plated Musical Saw[7]

## Storia, esecutori e repertorio
Nasce come strumento popolare intorno alla metà del XIX secolo. A partire dagli anni 1920 ebbe un certo uso presso le orchestre di musica leggera, dei circhi, di varietà e di jazz.
Tra i grandi virtuosi di questo curioso strumento va ricordato il tedesco Friedrich che nel 1928 suonò alla Staatsoper di Berlino un recital solistico diretto da Erich Kleiber.
La sega compare, tra le altre composizioni, in opere di Mauricio Kagel, Krzysztof Penderecki, Azio Corghi, Salvatore Sciarrino, Fabio Nieder.